# Sebastián de Almenara
Sebastián de Almenara (Belmonte de Gracián, provincia de Zaragoza, a. de 1752 - Agudo, provincia de Ciudad Real, 1811), poeta e historiador afrancesado español.
Clérigo, llegó a Ciudad Real en 1777, donde fue párroco de su Iglesia de Santiago Apóstol.
Escribió en silvas un Compendio histórico de la historia de la Ciudad Real que a su muerte quedó manuscrito y fue impreso en Ciudad Real en 1870.
|
Durasnt la Guerra de la Independencia se mostró afrancesado, por lo cual en 1810 se le desterró a Agudo, donde murió en 1811.
Escriben sobre él los padres Inocente Hervás y Buendía y Joaquín de la Jara, editores de su única obra conocida hasta el momento.
- Datos: Q6123022